# 伊万里市の地名
伊万里市の地名では、佐賀県伊万里市の地名の一覧を記す。伊万里市の住所表記は旧伊万里町とそれ以外で大きく異なるので、分けて解説する。

## 旧伊万里町
伊万里町は1889年の町村制施行により、旧来からの伊万里町に松島搦字三本松・新田村字浜ノ浦を合併し発足した。この時点で大字の類は設置せず、甲・乙の区分のみがあった。
その後、1928年の牧島村編入に際し、それまでの町域の全域をもって町字名としての「伊万里町」が設置された。牧島村と1943年に編入された大坪村に設置されていた7大字はすべて伊万里町に引き継がれた。また、同じく1943年に編入された大川内村は元来大字が設置されていなかったため、編入と同時に全域が大字大川内となった。この時点で伊万里町は1町8大字となっていた。
1954年の伊万里市発足に際し、すべての大字が町に変更となり、9町となった。多くは大字○○→○○町への改称の形を取ったが、一部の大字は改称した。
これに加え、湿地の埋め立てにより1957年、蓮池町が新設されている。埋立自体は1953年より行われ、新天町から分割する形となっている。
上記の変遷を表にまとめると以下の通りとなる。
| 町村制施行時点   | 市制前時点         | 現在             |
| ---------------- | ------------------ | ---------------- |
| 伊万里町         | 伊万里町           | 伊万里市伊万里町 |
| 牧島村大字脇田   | 伊万里町大字脇田   | 伊万里市脇田町   |
| 牧島村大字瀬戸   | 伊万里町大字瀬戸   | 伊万里市瀬戸町   |
| 牧島村大字木須   | 伊万里町大字木須   | 伊万里市木須町   |
| 牧島村大字松島搦 | 伊万里町大字松島搦 | 伊万里市松島町   |
| 大坪村大字今岳   | 伊万里町大字今岳   | 伊万里市大坪町   |
| 大坪村大字町裏   | 伊万里町大字町裏   | 伊万里市立花町   |
| 大坪村大字町裏   | 伊万里町大字町裏   | 伊万里市蓮池町   |
| 大坪村大字新田   | 伊万里町大字新田   | 伊万里市新天町   |
| 大川内村         | 伊万里町大字大川内 | 伊万里市大川内町 |

### 行政区
通常、住所には表記されないが、生活上の単位として集落ごとに行政区が設置されている。町ごとに行政区を示す。一部の町は甲～丙の地番符号が用いられているためそれ毎にまとめる。
- 伊万里町
  - 甲：朝日町・今町・上土井町・上仲町・搦町・下土井町・幸善町・立町・仲町・浜町・東新町・本町1～4丁目・元町
  - 乙：相生町・上黒尾町・船屋町
- 脇田町
  - 岩立・上ノ山・陣内(一部)・平山・弁天町・脇田
- 瀬戸町
  - 漁港・釘島・中通・早里・本瀬戸
- 木須町
  - 木須西・木須東
- 松島町
  - 下松島・松島・陣内(一部)
- 大坪町
  - 甲：栄町・白野(一部)・永山・つつじヶ丘・屋敷野・柳井町(一部)
  - 乙：あさひが丘・上古賀(一部)・祇園町(一部)・下古賀・白野(一部)・みどりが丘
  - 丙：上古賀(一部)・祇園町(一部)・柳井町(一部)・六仙寺
- 立花町
  - 立花台1～4丁目・渚・西円蔵寺・東円蔵寺・富士町・南ヶ丘
- 新天町
  - 新天町1～3区・中井樋
- 蓮池町
  - 蓮池町
- 大川内町
  - 甲：市村(一部)・市山・岩谷・小石原
  - 乙：市村(一部)・大川内山(一部)・正力坊(一部)・福野(一部)
  - 丙：大川内山(一部)・正力坊(一部)・平尾・福野(一部)・吉田

## 旧伊万里町以外
旧伊万里町以外に8町村を編入し、それぞれの町村に合計74大字を内包している。旧伊万里町は伊万里市○○町と旧大字ごとに単一の町を設置しているのに対し、これら8町村は、旧自治体ごとに8町を置き、その下に大字を表示するという形をとっている。ただし、「大字」の表記は用いていない。
西松浦郡○○町(村)大字××→伊万里市○○町××
また、旧伊万里町地区と同様に、生活上の単位として集落ごとに行政区が設置されている。以下は町ごとに大字・行政区を示す。ただし、伊万里市は1大字に1行政区のみ設置されているケースも多いため、その場合は行政区の説明は省略する。

### 黒川町
- 塩屋
  - 浦分、塩屋
- 福田
  - 浦潟、福田
- 大黒川
  - 大黒川、奥野、干潟、名村団地
- 小黒川
- 畑川内
- 長尾
- 真手野
- 花房
- 清水
- 立目
- 牟田
- 横野
- 椿原
- 黒塩

### 波多津町
- 辻
  - 浦、辻
- 畑津
- 内野
- 煤屋
- 馬蛤潟(伊万里市合併時、馬蛤潟新田より改称)
- 木場
  - 青葉台、開拓、木場
- 田代
- 板木
- 津留・主屋	
  - 行政区は2大字合わせて「津留主屋」
- 中山
- 井野尾
- 筒井

### 南波多町
- 重橋
- 谷口
- 古里
- 水留
- 大曲
- 高瀬
  - 高瀬、開拓
- 井手野
- 大川原
- 古川
- 笠椎
- 小麦原
- 府招
  - 府招上、府招下
- 原屋敷

### 大川町
- 大川野
  - 井手口、片竹、宿、戸石川、長野
- 川西
  - 相の谷、川西
- 駒鳴
- 立川
- 山口
- 東田代
- 川原

### 松浦町
- 桃川
  - 上原、下平、下分、東分
- 中野原
  - 金石原、上分、中通
- 山形
  - 久良木、宿分、藤川内
- 提川
  - 梅岩、岳坂、村分

### 二里町
一部の大字は甲・乙の地番符号が用いられている。
- 八谷搦
  - 西八谷搦、東八谷搦
- 大里
  - 甲：川東
  - 乙：大里、福母
- 中里
  - 甲：内の馬場、金武(一部)、川内、作井手、中田、吉野
  - 乙：金武(一部)、古子

### 東山代町
- 長浜
- 日尾
- 天神
- 脇野
- 大久保
  - 大久保、国見、福住
- 里
  - 里、福和
- 東大久保
- 浦川内
  - 浦川内、下分、滝川内、辻の堂
- 川内野
  - 川内野、日南郷

### 山代町
- 楠久
- 楠久津
- 峰
  - 鳴石、峰
- 城
- 福川内
- 久原
  - 久原1～3区
- 立岩
  - 浦崎、川南、立岩、向山
- 西分
- 西大久保
- 東分
  - 野々頭、東分